# یوهانا لوتگه
یوهانا لوتگه (به انگلیسی: Johanna Lüttge) (زادهٔ ۱۰ مارس ۱۹۳۶) شناگر اهل آلمان است.